# 東広島市立小谷小学校
東広島市立小谷小学校（ひがしひろしましりつ こだにしょうがっこう）は、広島県東広島市高屋町小谷にある公立小学校。
豊田郡小谷村だった頃から1村1校だった。2008年度現在、13学級、児童数276名。

## 沿革
- 1873年 - 開校。
- 1947年 - 小谷村立小谷小学校と改称。
- 1955年3月31日 - 村合併・町制施行により高屋町立小谷小学校と改称。
- 1974年4月20日 - 町合併・市制施行により東広島市立小谷小学校と改称。

## 学校行事
- 5月 - 運動会
- 11月 - 文化のつどい、学習発表会
- 12月 - マラソン大会
- 2月 - とんど

## 通学区域
- 東広島市
  - 高屋町重兼
  - 高屋町小谷

## 進学先中学校
- 東広島市立高屋中学校

## 周辺
- 小谷郵便局
- 入野川 - 沼田川支流
- 大丸目山 - 標高392m
- 西の池 - 周囲4km

## 交通
- JR西日本 白市駅から南東へ500m
- 広島県道351号造賀田万里線から入野川を北へ渡る